# Wingham (Canadà)

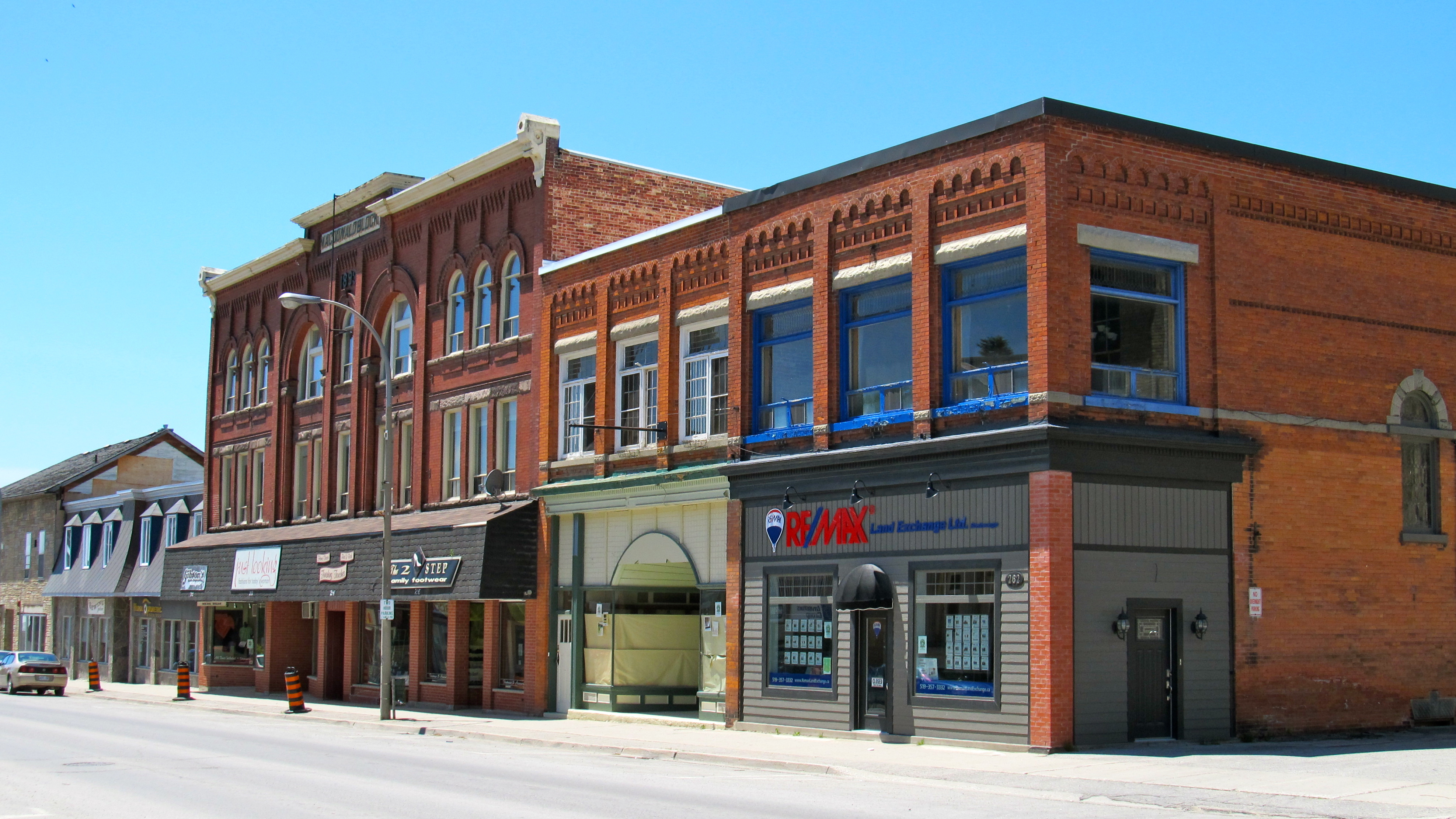
El carrer Josephine Street

Wingham és una localitat que pertany al municipi de North Huron (Canadà) que forma part del Comtat d'Huron (Canadà) i que té 2.875 habitants, amb dades del 2011. Wingham es va integrar a North Huron el 2001 quan el govern d'Ontario imposà la fusió de l'antiga localitat de East Wawanosh, el poble de Blyth, i la ciutat de Wingham. Wingham té diverses empreses manufactureres del sector automobilístic, cinematogràfic, i de la construcció, així com empreses minoristes i de serveis.

## Serveis i turisme
Pel que fa als serveis, disposa de l'escola secundària F. E. Madill, que atén un miler d'estudiants, l'escola pública Wingham del carrer John Street, i l'escola catòlica Sacred Heart School. Pel que fa als transports, compta amb l'aeròdrom Wingham/Richard W. LeVan i un servei d'autobús.
Pel que fa al turisme, disposa del museu anomenat North Huron Museum, que fa un recorregut per la història de la zona des del Paleolític fins als temps moderns.

## Ciutadans il·lustres
Entre els ciutadans il·lustres destaca l'escriptora Alice Munro, que rebé el Premi Nobel de Literatura el 2013, així com l'entrenador dels Toronto Maple Leafs d'hoquei, Dave Farrish; el líder de la Rebel·lió del nord-oest, Honoré Jackson o William Henry Jackson, i l'artista George Agnew Reid.